# Kokje
Kokje (nemško Köcking) je naselje v Občini Dobrla vas v Okraju Velikovec na Koroškem v Avstriji.